# 트리피 레드
미카엘 라마 화이트 2세(Michael Lamar White II, 1999년 6월 18일 ~ )은 트리피 레드(Trippie Redd)로 알려져 있는 그는 미국의 싱어송라이터이자, 프로듀서, 래퍼이다. 그는 2010년대 후반, 사운드클라우드 랩 씬에서 주류적으로 갈채를 받은 가장 저명한 멤버들 중 하나이다. 그의 데뷔 믹스테이프, A Love Letter to You (2017)와 그의 리드 싱글 "Love Scars"은 그를 인기로 몰아넣었다. 트리피 레드의 싱글 "Dark Knight Dummo", "Taking a Walk", 그리고 "Topanga"는 모두 빌보드 Hot 100 차트에 이름을 올렸다. 그의 데뷔 스튜디오 앨범, Life's a Trip (2018), 그리고 2번째 앨범인 ! (2019)모두 빌보트 200 차트에서 탑 5위를 기록했다. 그의 4번째 믹스테이트인 A Love Letter to You 4 (2019)도 차트 위에 올라갔다. 트리피 레드의 세 번째 믹스테잎, Pegasus (2020)는 빌보드 200 차트에서 2위를 기록했다.

## 생애
화이트는 "히피 레드"라는 별명을 가진 남동생과 "더티 레드"라는 이름으로 음악을 만든 형을 두고 있다. 더티 레드는 2014년, 차량 교통 사고로 인해 숨졌고, 화이트는 롤링 스톤(Rolling Stone) 과 치명적인 사고 이후의 시간에 대해 이야기했다. 화이트는 캔턴에서 자랐지만, 여러 번 오하이오주 콜럼버스로 이주했다. 그는 그의 어머니가 그가 자랄 때, Ashanti, Beyoncé, Tupac, 그리고 Nas의 음악을 재생하는 것을 듣고 자라면서 음악에 관심이 많아졌다. 그는 이후 T-Pain, Kiss, Nirvana, Gucci Mane, Fountains of Wayne, the Ataris, Green Day, the Offspring, Cute Is What We Aim For, Simple Plan, the Summer Set, Hit the Lights, Marilyn Manson, 그리고 Lil Wayne의 음악을 들으면서 자라게 된다. 화이트는 Lil Tae라는 예명으로 유명했던 또 다른 래퍼, 태비온 윌리엄스(Taevion Williams)의 영감을 받아 랩을 시작했다. 화이트는 그의 음악 경력을 진지하게 받아들이기 시작했고 2014년에 "Sub-Zero"와 "New Ferrari"를 발매했지만 곧 그 노래들을 삭제했다.
고등학교 졸업 후, 화이트는 애틀랜타로 이사했고 그곳에서 래퍼 릴 웁(Lil Wop)을 만났다.그리고 마침내 음반사 거래를 제안받았다.

## 커리어

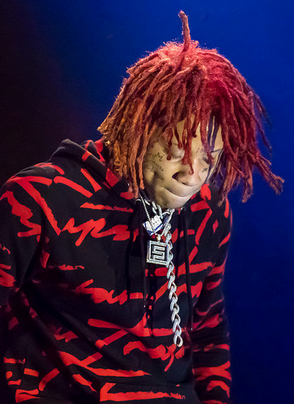
2018년 2월 트리피 레드의 공연

### 2016–2018: 커리어의 시작과Life's a Trip
릴 옵(il Wop)은 화이트가 전문 녹음 스튜디오에서 시작하는 것을 도왔다. 그들은 코디 셰인(Kodie Shane)과 함께 일하기 시작했고 세 가지 프로젝트 "Awakening My Inner Beast, Beast Mode and Rock the World Trippie"를 녹음했다. 화이트는 결국 레이블인 스트라이지 엔터테인먼트 (현재의 엘리엇 그레인지 엔터테인먼트)와 계약을 맺고 로스앤젤레스로 이사했다.
2017년 5월 26일, 그의 싱글 A Love Letter to You가 그의 리드 싱글 "Love Scars"과 함께 발매되며, 몇 달의 기간 동안유튜브에서 8백만 이상의 조회수를 기록하며, 사운드클라우드에서는 1천 3백만 이상의 조회수를 기록한다. 화이트는 XXX텐타시온의 앨범  17에서의 곡 "Fuck Love"로 빌보드 차트 100에서 28위를 기록한다..
2017년 10월 6일, 화이트는 그의 2번째 믹스테이프 A Love Letter to You 2를 발매한다. 이 음반은 빌보드 200에서 34위로 데뷔했다. 그 달 말, 화이트는 릴 웁(il Wop과) 콜라보레이션 EP, Angels & Demons를 발매한다.
2017년 11월 6일, 화이트는 트래비스 스캇이 피쳐링한싱글 "Dark Knight Dummo"를 발매한다. 이 곡은 빌보드 핫 100에서 72위로 정점을 찍었고, 화이트가 리드 아티스트로서 차트에 진입한 첫 번째 곡이 되었다. 2017년 11월 25일, 화이트는 그의 사운드클라우드 계정에 Swae Lee와 Scott Storch에 의해 프로듀싱된 곡 "TR666"를 발매한다. 이 트랙은 11월 30일에 프리뷰되었다. 화이트는 "18"을 Baauer, Kris Wu, Joji 그리고 Rich Brian과 함께 발매했다.
2018년 3월, 화이트는 빌보드와의 인터뷰에서 자신의 데뷔 스튜디오 음반에 릴 웨인과 에리카 바두의 협업이 담길 것이라고 말했다. 2018년 7월, 화이트는 이 음반의 제목이 Life's a Trip이고 26트랙이 될 것이라고 발표했다. 화이트는 2018년 6월 22일 싱글 "Me Likey"와 "How You Feel"을 발매했다. 그리고 "Taking a Walk"이 2018년 8월 6일에 발매된다. Life's a Trip은 2018년 8월 10일에 발매되었으며,빌보드 200 차트에서 4위를 기록한다. 싱글 "Taking a Walk"는보드 핫 100 차트에서 46위를 기록했다. 2018년 말, 트리피 레드는 빌보드 200에서 3위에 오른 A Love Letter to You 3을 발매했다.

### 2019–2020:!,A Love Letter to You 4, 그리고Pegasus
2019년 5월 29일, 화이트는 두 번째 정규 음반의 리드 싱글, "Under Enemy Arms!"를 발매했다. 2019년 7월 24일, 화이트는 미국 래퍼  릴베이비와 릴 듀크가 피쳐링한 2번째 앨범, "Mac 10"을 발매한다. 이 음반은 2019년 8월 9일 발매되었으며, 미국 빌보드 200에서 51,000장의 음반과 동등한 판매량을 기록하며 3위로 데뷔했다.  이 음반은 미온적인 반응을 얻었고, 비판 속에 화이트는 플레이보이 카티가 피처링한 곡 "They Fear Of You"를 음반에서 삭제했다. 그럼에도 불구하고, 화이트는 11월 앨범, A Love Letter to You 4를 발매했다. 이 믹스테이프는 빌보드 200에서 1위로 데뷔했고, 그의 첫 번째 차트 1위 앨범이 되었다.
이후 2020년 상반기에는 여러 곡에 피쳐링을 했다. 2020년 1월 31일 발매된 영어 유튜버 미디어 퍼스널리티(media personality)에 얼굴을 비추었고, 래퍼 KSI의 싱글 "Wake Up Call"에 출연했다. The song serves as the second single to the latter's debut studio album, Dissimulation. 이 곡은 UK Singles Chart에서 11위를 찍었다. 그는 또한 빌보드 핫 100에서 40위 안에 든 "Tell Me U Luv Me"라는 제목으로 주스 월드와의 콜라보를 발표했다. 2020년 5월 15일, 화이트는 파티 넥스트 도어(PartyNextDoor)와 함께 자신의 세 번째 정규 음반인 페가수스(Pegasus)의 리드 싱글, "Excitment"를 발매했다. 6월 18일, 21번째 생일이었던 그는 네온 샤크의 싱글인 "Dreamer"를 발매했는데, 이 싱글은 페가수스(Pegasus)의 디럭스 에디션이다. 8월 18일, 화이트가 자신의 음악이 계속 온라인에 유출된다면 음반을 더 연기하겠다고 말한 후, 음반 전체가 유출되었다. 9월 11일, 그는 페가수스의 두 번째 싱글로 "Busta Rhymes"가 피처링한 싱글 "I Got You"를 발매했다. 10월 7일, 그는 3번째이자 마지막 싱글인 "Sleepy Hollow"를 앨범으로 발매한다. 이 음반은 2020년 10월 30일에 발매되었고 빌보드 200에서 2위로 데뷔했다.

### 2021–현재:Trip at Knight
화이트는 Pegasus의 디럭스 에디션을 출시하며, Neon Shark vs Pegasus라는 제목의 록 재발행물을 간행하면서 커리어를 진행했다. 그는 후에 그의 네 번째 스튜디오 앨범 Trip at Knight을 발표했으며, 이 음반은 올해 말에 출시될 것으로 예상되었다. 음반 발매를 앞두고, 화이트는 두 개의 유명한 콜라보레이션을 발표했다. 첫 번째, 플레이보이 카티가 참여한 곡 "Miss the Rage"는 빌보드 핫 100에서 11위로 데뷔하여 화이트의 경력 중 가장 높은 차트 싱글이 되었다. 두 번째 리드 싱글, "Holy Smokes" 릴 우지 버트가 피쳐링한 이 곡은 핫 100에서 50위로 정점을 찍었다. 8월 11일, 화이트는 음반의 트랙리스트와 8월 25일 시작하는 투어를 발표했다.
2021년 9월 9일, 누군가가 화이트의 관광버스에 총격을 가하고 운전자를 덮쳤다.

## 논란

### 식스나인
2017년 4월 13일, 식스나인은 화이트의 노래 "Poles 1469"에 피쳐링했고, 2017년 7월에는 화이트의 노래 "Owee"에도 피쳐링했다. 화이트는 트위터에서 식스나인이 소아성애자임을 주장하는 글을 올린 후, "미안해, 1400은 소아성애자를 홍보하지 않아... 우리가 깜둥이들에게 힘을 주면, 눈에는 눈, 이에는 이로 행동할꺼야. 그것은 사고였어."라고 말했다.2017년 11월 11일, 화이트는 뉴욕의 한 호텔에서 공격을 받았고, 식스나인의 팀의 일원이 그를 매복시켰다고 주장했다. 식스나인은 나중에 그의 개입을 암시했다. "무슨 일이 벌어지는지는 모르겠지만, 너의 턱에는 멍이 들었어. 여기서 사람들을 게이라고 부를 순 없어. 거짓 고발을 뒷받침할 수도 없고, 생방송에서 뉴욕에 대해 떠들어댈 수도 없어. 이 깜둥이들이 하는 얘긴 집어치워, 뉴욕 이런 거, 뉴욕 같은 거 말이야. 그 턱에 얼음을 좀 발라야겠어, 멍이 들었어 인마. 기분이 안 좋아... 난 그저 네가 다시 내 친구가 되길 바랄 뿐이야."라고 "Poles 1469"의 훅을 부르기 전에 대답했다. 2018년 2월, 식스나인은 화이트와 인스타그램에서 말다툼을 한 직후 로스앤젤레스 공항 밖에서 여러 남성에게 폭행을 당했다. 식스나인과 화이트는 2018년 2월과 3월에 소셜 미디어를 통해 지속적으로 모욕적인 거래를 했다.
2018년 5월, 식스나인은 래퍼 타도에(Tadoe)와 치프 키프가 식스나인과 대화했다는 이유로 아티스트 큐반 돌(Cuban Doll)을 학대한 혐의로 불화를 일으켰다. 화이트는 불화 속에서 타도에(Tadoe)를 지지했고, 6ix9ine의 디스 트랙인 "I Kill People"을 발매했다..
식스나인은 또한 화이트가 당시 미성년자였던 동료 래퍼 다니엘레 브레골리와 성관계를 가졌다고 비난했다. 화이트와 브레골리는 혐의를 부인했지만, 후자는 두 사람이 과거에 키스를 한 적이 있다고 시인했다. "우리는 키스를 했지만 그렇게 심각하지는 않았고 그는 당시 17세였다."라고 밝혔다.
2019년 9월 17일, 식스나인은 화이트가 파이브 나인 브림스 갱(Five Nine Brims gang)과 연루되었다고 증언했다.

### XXX텐타시온
2017년 10월, 드레이크의 노래 "God's Plan"가 프리뷰로 소셜 미디어에 발매된다. 이 노래는 원래 화이트가 훅을 부르고 추가 구절을 주는 것이 특징이였다. 드레이크와 개인적인 문제가 있었던 플로리다 래퍼인 쟈세 온프로이, 텐타시온으로 알려져 있는 그는 화가 나서 식스나인과 교류하기 시작했다. 2018년 3월, 온프로이는 화이트가 플로리다로 들어오려고 하면 그를 폭행할 것을 약속하며 플로리다에서 "금지"했다. 온프로이는 그 달 말 공연에서 화이트에게 사과했고, 화이트가 그의 사과를 받아들인 후 둘은 화해했다. 화이트와 온프로이는 여러 번 협업을 했다.
2018년 6월 18일, 화이트의 19번째 생일이었던 날, XXX텐타시온이 사망하자 화이트는 아티스트를 추모하기 위해 머리를 염색하고 콰보, XXX텐타시온, 스키 마스크 더 슬럼프 갓과 협업한 "Ghost Busters"를 발매했다. 2021년 인터뷰에서 화이트는 아직도 매일 텐타시온에 대해 생각하고 있다고 말했다.화이트의 2021년 음반 "Trip At Knight"에서는 화이트와 텐타시온과의 사후 협업 곡인 "Danny Phantom"이 발매되었는데, 이 곡은 "Ghost Busters"의 리메이크 버전이었다.

## 개인사
2017년 3월 자신이 7백만 달러의 가치가 있으며, 그의 어머니에게 30만 달러의 집을 사주었다고 말했다.

## 법적 문제
화이트는 2018년 5월 말 미국 조지아주 콥 카운티에서 래퍼 FDM Grady를 폭행한 후 체포되었다. FDM Grady에 따르면, 화이트와 래퍼 Lil Wop은 FDM Grady의 여자친구를 모욕했고, FDM Grady가 화이트와 주먹다짐을 하기 전에 잠시 총을 뽑게 했다. 그 시점에서 그레이디는 화이트와 웁을 포함한 네 명의 남자로부터 공격을 받았다. 화이트는 공공 장소에서의 싸움, 불법 침입, 단순 구타 등의 혐의로 체포되었다. 몇 주 후인 6월 초, 화이트는 한 여성을 권총으로 때린 혐의로 조지아 주에서 다시 체포되었다.

## 디스코그래피
- Life's a Trip (2018)
- ! (2019)
- Pegasus (2020)
- Trip at Knight (2021)

## 필모그래피
| 연도 | 제목                       | 역할      | 참고 노트                                         |
| ---- | -------------------------- | --------- | ------------------------------------------------- |
| 2020 | Dave                       | 본인      | 시즌 1: 에피소트 4, 7: 트리피 레드에 의해 기획됨. |
| 2021 | Downfalls High             | 본인      | [ 66 ]                                            |
| 2021 | Juice Wrld: Into the Abyss | 본인      | 다큐멘터리                                        |
| 2022 | Good Mourning              | 풀 게스트 |                                                   |